# UFC 2
The Ultimate Fighting Championship Part II (mais tarde renomeado UFC 2: No Way Out ou UFC 2) foi um evento de mixed martial arts (artes marciais mistas) organizado pelo Ultimate Fighting Championship (UFC) no dia 11 de março de 1994 realizado na Mammoth Gardens em Denver, Colorado nos Estados Unidos. O evento foi transmitido ao vivo em pay-per-view para os Estados Unidos e mais tarde lançado em VHS.

## História
O UFC 2 apresentou um formato de torneio de dezesseis homens, o primeiro e único na história do UFC, com o vencedor recebendo US$ 60.000. As primeiras sete lutas não foram ao ar no pay-per-view ao vivo nem na versão home video (VHS). O torneio não teve classes ou limite de peso. As lutas não tinham limite de tempo ou rodadas, portanto, nenhum juiz foi usado. Os competidores só podiam vencer a partida por finalização, por desistência ou por nocaute.
O UFC 2 marcou a estreia do árbitro John McCarthy, indiscutivelmente o árbitro mais famoso do esporte. Como este foi o único torneio de 16 homens na história do UFC, Royce Gracie é a única pessoa que já lutou e venceu quatro lutas em uma noite no UFC.
O dublê e co-criador do UFC, Ben Perry, se juntou à equipe de anunciantes pela primeira vez no UFC 2. Ele apresentou Scott Morris ao ringue dizendo: "Não sabemos muito sobre Scott Morris, porque ele é um ninja". Este evento fez uma taxa de compra de 300.000.

## Resultados
Nota 1 Frank Hamaker foi forçado a se retirar devido a uma lesão. Ele foi substituído por Fred Ettish. Outro suplente foi Trent Jenkins. mas não lutou. Não houve partida alternativa porque não houve tempo nas oitavas de final.

## Confrontos
|  | Primeira Rodada | Primeira Rodada                    | Primeira Rodada |                                    |                | Segunda Rodada               | Segunda Rodada | Segunda Rodada |  |  | Semifinais | Semifinais | Semifinais |  |  | Finais | Finais | Finais |  |
|  |                 |                                    |                 |                                    |                |                              |                |                |  |  |            |            |            |  |  |        |        |        |  |
|  | Estados Unidos  | Scott Morris (Ninjitsu)            | FIN             |                                    |                |                              |                |                |  |  |            |            |            |  |  |        |        |        |  |
|  | Estados Unidos  | Scott Morris (Ninjitsu)            | FIN             |                                    |                |                              |                |                |  |  |            |            |            |  |  |        |        |        |  |
|  | Estados Unidos  | Sean Daugherty (Karatê)            | 0:20            |                                    |                |                              |                |                |  |  |            |            |            |  |  |        |        |        |  |
|  | Estados Unidos  | Sean Daugherty (Karatê)            | 0:20            |                                    | Estados Unidos | Scott Morris (Ninjitsu)      | 0:30           |                |  |  |            |            |            |  |  |        |        |        |  |
|  |                 |                                    |                 |                                    | Estados Unidos | Scott Morris (Ninjitsu)      | 0:30           |                |  |  |            |            |            |  |  |        |        |        |  |
|  |                 |                                    | Estados Unidos  | Patrick Smith (Taekwondo)          | KO             |                              |                |                |  |  |            |            |            |  |  |        |        |        |  |
|  | Estados Unidos  | Patrick Smith (Taekwondo)          | Estados Unidos  | Patrick Smith (Taekwondo)          | KO             | FIN                          |                |                |  |  |            |            |            |  |  |        |        |        |  |
|  | Estados Unidos  | Patrick Smith (Taekwondo)          |                 |                                    |                |                              |                |                |  |  |            |            |            |  |  |        |        |        |  |
|  | Estados Unidos  | Ray Wizard (Karatê)                | 0:58            |                                    |                |                              |                |                |  |  |            |            |            |  |  |        |        |        |  |
|  | Estados Unidos  | Ray Wizard (Karatê)                | 0:58            |                                    | Estados Unidos | Patrick Smith (Taekwondo)    | FIN            |                |  |  |            |            |            |  |  |        |        |        |  |
|  |                 |                                    |                 |                                    |                |                              |                |                |  |  |            |            |            |  |  |        |        |        |  |
|  |                 |                                    | Estados Unidos  | Johnny Rhodes (Karatê)             | 1:07           |                              |                |                |  |  |            |            |            |  |  |        |        |        |  |
|  | Estados Unidos  | Johnny Rhodes (Karatê)             | Estados Unidos  | Johnny Rhodes (Karatê)             | 1:07           | FIN                          |                |                |  |  |            |            |            |  |  |        |        |        |  |
|  | Estados Unidos  | Johnny Rhodes (Karatê)             |                 |                                    |                |                              |                |                |  |  |            |            |            |  |  |        |        |        |  |
|  | Estados Unidos  | David Levicki (Wing Chun)          | 12:13           |                                    |                |                              |                |                |  |  |            |            |            |  |  |        |        |        |  |
|  | Estados Unidos  | David Levicki (Wing Chun)          | 12:13           |                                    | Estados Unidos | Johnny Rhodes (Karatê)       | FIN            |                |  |  |            |            |            |  |  |        |        |        |  |
|  |                 |                                    |                 |                                    | Estados Unidos | Johnny Rhodes (Karatê)       | FIN            |                |  |  |            |            |            |  |  |        |        |        |  |
|  |                 |                                    | Estados Unidos  | Fred Ettish (Karatê) [a]           | 3:07           |                              |                |                |  |  |            |            |            |  |  |        |        |        |  |
|  | Países Baixos   | Frank Hamaker (Sambo)              | Estados Unidos  | Fred Ettish (Karatê) [a]           | 3:07           | TKO                          |                |                |  |  |            |            |            |  |  |        |        |        |  |
|  | Países Baixos   | Frank Hamaker (Sambo)              |                 |                                    |                |                              |                |                |  |  |            |            |            |  |  |        |        |        |  |
|  | Estados Unidos  | Thaddeus Luster (Kung Fu San Soo)  | 4:52            |                                    |                |                              |                |                |  |  |            |            |            |  |  |        |        |        |  |
|  | Estados Unidos  | Thaddeus Luster (Kung Fu San Soo)  | 4:52            |                                    | Estados Unidos | Patrick Smith (Taekwondo)    | 1:17           |                |  |  |            |            |            |  |  |        |        |        |  |
|  |                 |                                    |                 |                                    |                |                              |                |                |  |  |            |            |            |  |  |        |        |        |  |
|  |                 |                                    | Brasil          | Royce Gracie (Brazilian Jiu Jitsu) | FIN            |                              |                |                |  |  |            |            |            |  |  |        |        |        |  |
|  | Países Baixos   | Orlando Wiet (Muay Thai)           | Brasil          | Royce Gracie (Brazilian Jiu Jitsu) | FIN            | TKO                          |                |                |  |  |            |            |            |  |  |        |        |        |  |
|  | Países Baixos   | Orlando Wiet (Muay Thai)           |                 |                                    |                |                              |                |                |  |  |            |            |            |  |  |        |        |        |  |
|  | Estados Unidos  | Robert Lucarelli (Kickboxing)      | 2:50            |                                    |                |                              |                |                |  |  |            |            |            |  |  |        |        |        |  |
|  | Estados Unidos  | Robert Lucarelli (Kickboxing)      | 2:50            |                                    | Países Baixos  | Orlando Wiet (Muay Thai)     | 1:29           |                |  |  |            |            |            |  |  |        |        |        |  |
|  |                 |                                    |                 |                                    | Países Baixos  | Orlando Wiet (Muay Thai)     | 1:29           |                |  |  |            |            |            |  |  |        |        |        |  |
|  |                 |                                    | Países Baixos   | Remco Pardoel (Jujutsu)            | KO             |                              |                |                |  |  |            |            |            |  |  |        |        |        |  |
|  | Países Baixos   | Remco Pardoel (Jujutsu)            | Países Baixos   | Remco Pardoel (Jujutsu)            | KO             | FIN                          |                |                |  |  |            |            |            |  |  |        |        |        |  |
|  | Países Baixos   | Remco Pardoel (Jujutsu)            |                 |                                    |                |                              |                |                |  |  |            |            |            |  |  |        |        |        |  |
|  | Espanha         | Alberto Cerro Leon (Pencak Silat)  | 9:51            |                                    |                |                              |                |                |  |  |            |            |            |  |  |        |        |        |  |
|  | Espanha         | Alberto Cerro Leon (Pencak Silat)  | 9:51            |                                    | Países Baixos  | Remco Pardoel (Jujutsu)      | 1:13           |                |  |  |            |            |            |  |  |        |        |        |  |
|  |                 |                                    |                 |                                    |                |                              |                |                |  |  |            |            |            |  |  |        |        |        |  |
|  |                 |                                    | Brasil          | Royce Gracie (Brazilian Jiu Jitsu) | FIN            |                              |                |                |  |  |            |            |            |  |  |        |        |        |  |
|  | Estados Unidos  | Jason Delucia (Shaolin Quan)       | Brasil          | Royce Gracie (Brazilian Jiu Jitsu) | FIN            | FIN                          |                |                |  |  |            |            |            |  |  |        |        |        |  |
|  | Estados Unidos  | Jason Delucia (Shaolin Quan)       |                 |                                    |                |                              |                |                |  |  |            |            |            |  |  |        |        |        |  |
|  | Estados Unidos  | Scott Baker (Kickboxing)           | 6:41            |                                    |                |                              |                |                |  |  |            |            |            |  |  |        |        |        |  |
|  | Estados Unidos  | Scott Baker (Kickboxing)           | 6:41            |                                    | Estados Unidos | Jason Delucia (Shaolin Quan) | 1:07           |                |  |  |            |            |            |  |  |        |        |        |  |
|  |                 |                                    |                 |                                    | Estados Unidos | Jason Delucia (Shaolin Quan) | 1:07           |                |  |  |            |            |            |  |  |        |        |        |  |
|  |                 |                                    | Brasil          | Royce Gracie (Brazilian Jiu Jitsu) | FIN            |                              |                |                |  |  |            |            |            |  |  |        |        |        |  |
|  | Brasil          | Royce Gracie (Brazilian Jiu Jitsu) | Brasil          | Royce Gracie (Brazilian Jiu Jitsu) | FIN            | FIN                          |                |                |  |  |            |            |            |  |  |        |        |        |  |
|  | Brasil          | Royce Gracie (Brazilian Jiu Jitsu) |                 |                                    |                |                              |                |                |  |  |            |            |            |  |  |        |        |        |  |
|  | Japão           | Minoki Ichihara (Karatê)           | 5:08            |                                    |                |                              |                |                |  |  |            |            |            |  |  |        |        |        |  |

- a. ^  Frank Hamaker foi forçado a se retirar do evento por conta de lesão. Ele foi substituído por Fred Ettish.

## Ligações Externas
- Página oficial do evento
- Site oficial do UFC